# Eduardo Israel Lamas
Eduardo Israel Lamas Hernández (1995) es un deportista mexicano que compitió en triatlón. Ganó una medalla de bronce en el Campeonato Panamericano de Triatlón de 2014 en la prueba de relevo mixto.

## Palmarés internacional
| Campeonato Panamericano | Campeonato Panamericano   | Campeonato Panamericano | Campeonato Panamericano |
| Año                     | Lugar                     | Medalla                 | Prueba                  |
| ----------------------- | ------------------------- | ----------------------- | ----------------------- |
| 2014                    | Sarasota (Estados Unidos) | Medalla de bronce       | Relevo mixto            |